# Edward Marsh (aviron)
Pour les articles homonymes, voir Edward Marsh et Marsh.
Edward "Ed" Marsh, né le 12 février 1874 à Philadelphie et mort le 10 octobre 1932 dans la même ville est un rameur d'aviron américain. Il est membre du Vesper Boat Club, basé à Philadelphie, dans l'état de Pennsylvanie.
Il a remporté la médaille d'or en huit aux Jeux olympiques d'été de 1900 à Paris.